# Jorge Amado
Jorge Leal Amado de Faria (10. srpna 1912, Itabuna, Brazílie — 6. srpna 2001, Salvador) byl brazilský spisovatel.

## Život
Narodil se jako syn majitele kakaové plantáže na farmě Ferradas v okresu Itabuna v brazilském státě Bahia. Když měl jeden rok, rodina se kvůli epidemii neštovic přestěhovala do nedalekého města Ilheus, kde trávil celé dětství. Jezuitskou školu a gymnázium studoval ve městě Salvador. Během studia začal psát a vstoupil do literárních kruhů. Pomáhal zakládat Akademii rebelů.
Jeho první román Země karnevalu (O país do carnaval) vyšel roku 1931. V roce 1933 se oženil, ve stejném roce vyšel jeho druhý román Kakao (Cacau).
Roku 1935 ukončil úspěšně studium práv na vysoké škole v Rio de Janeiro. Jako aktivní člen Brazilské komunistické strany byl donucen roku 1941 emigrovat do Argentiny a pak do Uruguaye. Zpět se vrátil roku 1944. V tomtéž roce se rozvedl.
Roku 1945 kandidoval úspěšně na brazilského Národního shromáždění za komunistickou stranu. Navrhl dodnes platný zákon o náboženské svobodě. V tomtéž roce se podruhé oženil. Jeho žena Zélia Gattai (1916) byla dcerou italských přistěhovalců.

Roku 1947 byla Brazilská komunistická strana zakázána a Amado byl nucen s celou rodinou emigrovat. Od 1950 do 1952 žil v Československu, kde se narodila jeho dcera Paloma.

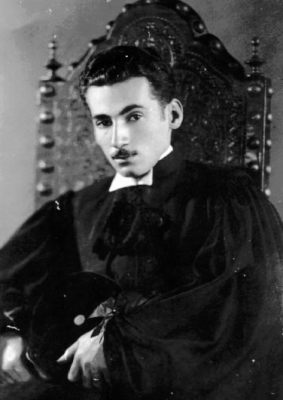
Jorge Amado v roce 1935

Amado zemřel 6. srpna 2001 v Salvadoru (Bahia). Jeho popel byl uložen na zahradě jeho domu na ulici Alagoinhas v den jeho nedožitých 89. narozenin.

## Vyznamenání a ocenění

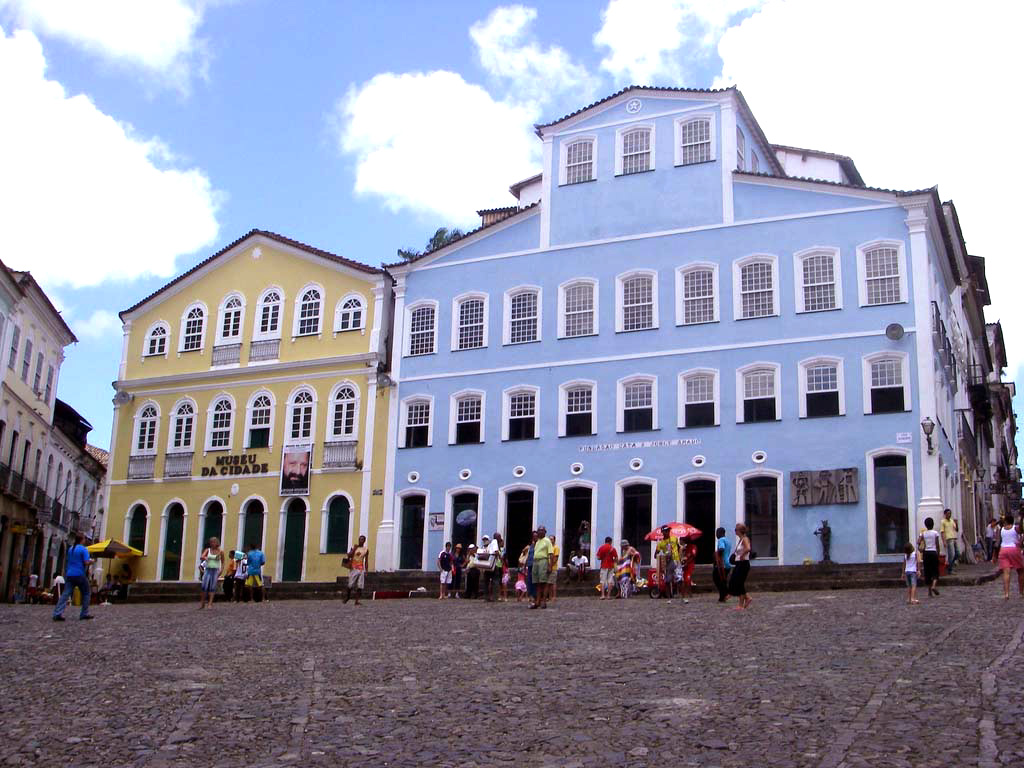
Casa de Jorge Amado (modrý dům vpravo) na Largo do Pelô, Salvador. V současné době sídlo Nadace Jorga Amada

### Státní vyznamenání
- velkodůstojník Řádu svatého Jakuba od meče – Portugalsko, 8. března 1980[4]
- velkodůstojník Řádu prince Jindřicha – Portugalsko, 14. července 1986[4]
- Řád Carlose Manuela de Céspedes – Kuba, 1988[5]

### Ostatní ocenění
- Mezinárodní Stalinova cena míru (Sovětský svaz, 1951)[6]
- Latinidad (Francie, 1971)
- Nonino (Itálie, 1982)
- Dimitrovova cena (Bulharsko, 1989)
- Cena Pabla Nerudy (Rusko, 1989)
- Premio Etruria de Literatura (Itálie, 1989)
- Cino del Duca (Francie, 1990)
- Mediterráneo (Itálie, 1990)
- Cena Luíse de Camões (Brazílie-Portugalsko, 1995)
- Cena ministerstva kultury (Brazílie, 1997)

Dostal titul člena čestné legie v Argentině, Chile, Španělsku, Francii, Portugalsku a Venezuele. Byl doktorem honoris causa na univerzitách v Brazílii, Portugalsku, Itálii, Izraeli a Francii.

## Spisy
Amado napsal více než 30 románů a divadelních her. Některé byly zfilmovány. V jeho románech je silný sociální náboj, např. popisoval boje o půdu, vykořisťování dělníků, pracujících na kakaových plantážích, všudypřítomnou chudobu a politickou moc, líčil Brazílii jako směsici kultur a etnik.
Anna Seghers ho považovala za 'brazilského Balzaca'. Od roku 1961 byl členem Brazilské literární akademie (Academia Brasileira de Letras). Nejznámější do češtiny přeložená díla (v závorce rok vydání v portugalštině):
- Kakao (1933)
- Pot (Suor, 1934)
- Jubaiba (1935)
- Rytíř naděje : Život Luise Carlose Prestese (Vida de Luis Carlos Prestes, 1942)
- Země bez konce (Terras do Sem-Fim, 1943)
- Země zlatých plodů (São Jorge dos Ilhéus, 1944), román
- Kapitáni s písku (1949)
- Mulatka Gabriela (1958)
- Staří námořníci (1961)
- Pastýři noci (1964)
- Dona Flor a její dva manželé (1966)
- Zmizení svaté Barbory (1988)
- Pasačka koz, aneb návrat marnotratné dcery

Amadovy knihy do češtiny překládali: Jan Otokar Fischer, Pavla Lidmilová, Křišťan Bém, Zdeněk Hampl a další.